# Üschqongyr
Üschqongyr (kasachisch Үшқоңыр; russische Schreibweise Ушконыр Uschkonyr) ist ein Dorf mit 14.294 Einwohnern (2009) im Nordwesten des Gebietes Almaty in Kasachstan.
Es gehört zum Audan Qarassai (Karassaiski rajon). Bis in die 2000er-Jahre hieß der Ort Schamalghan (kasachisch Шамалған) beziehungsweise Schamalgan (russisch Шамалган), zuvor auch in der Schreibweise Tschemolgan (russisch Чемолган).

## Söhne und Töchter der Gemeinde
- Nursultan Nasarbajew, Präsident Kasachstans
- Tursun Sultanow, Historiker